# Cap Vidio
El cap Vidio es troba en el litoral asturià en el concejo de Cudillero i proper a la població de Riego de Abajo, en la parròquia de Oviñana. Es tracta d'un dels caps més importants d'Astúries, des del qual es pot albirar Estaca de Bares o el Cap de Peñas. Aquest cap forma un penya-segat de 80 m sobre el mar i una de les seves majors atraccions són el far (a baix) i la iglesiona, que és una cova formada per l'erosió de l'onatge i que es pot visitar en baixamar. Geològicament aquest cap està format per quarsites i pissarres. Dins de la fauna cal destacar que el penya-segat és una important zona de cria de diferents aus marines entre les quals sobresurten el cormorán moñudo i gavines.

## Far

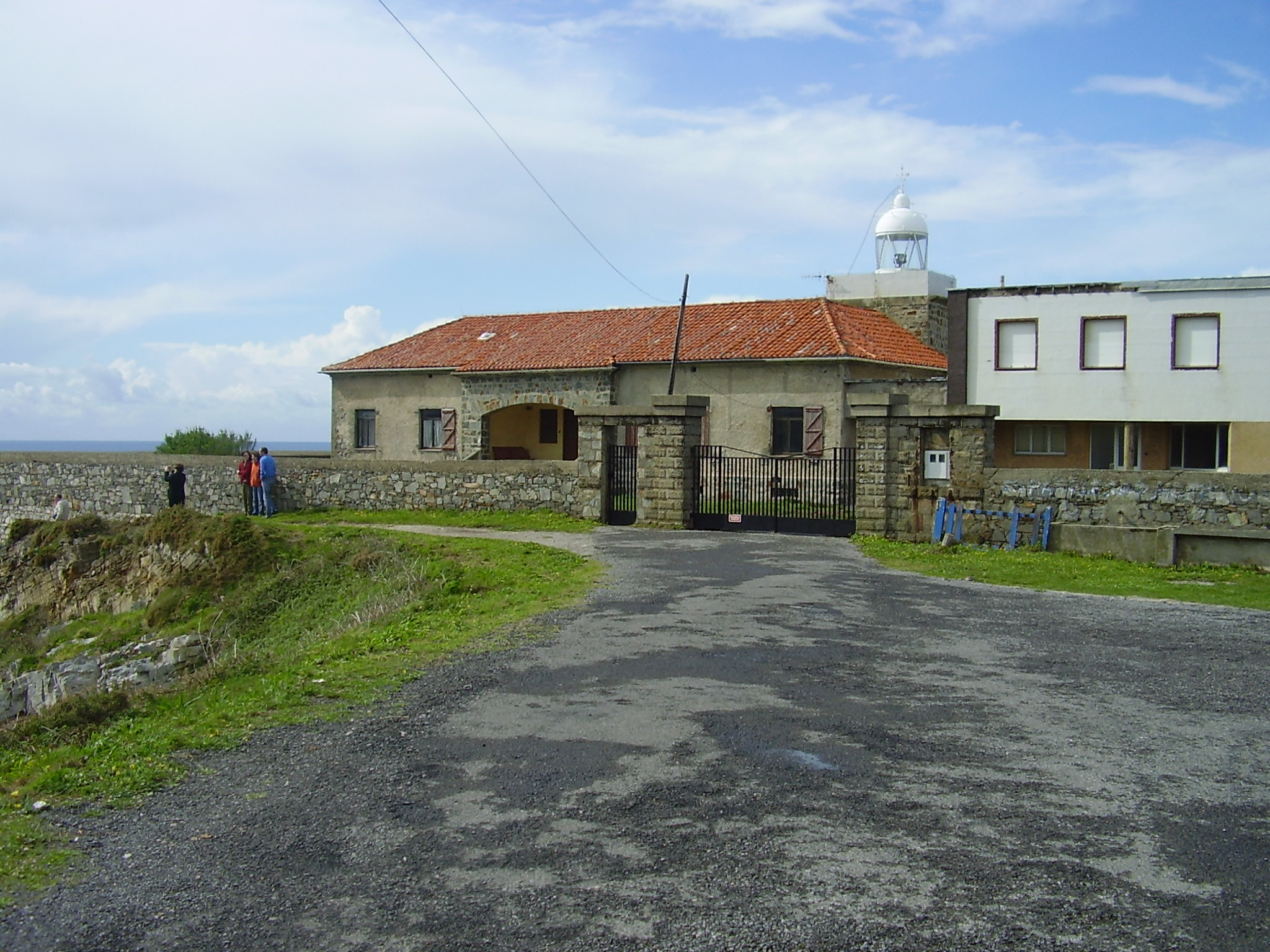
Far de cap Vidio.

El far de Cap Vidio es troba en el cap del mateix nom, en la localitat de Oviñana, concejo de Cudillero, Principat d'Astúries. Enclavat en el cap es troba l'últim far construït fins avui a Astúries i un dels més nous d'Espanya, ja que es va construir entre els anys 1948 i 1950. És un complex format pel far i dos habitatges que va substituir l'antic senyal d'avís. Està situat a 89 metres sobre el nivell del mar. La llanterna està situada a 76 m sobre el nivell mitjà del mar i 10 m d'altura respecte al cap. El senyal lluminós emet 4 centelleigs cada 20 segons, amb un abast de 35,8 milles amb bon temps i 16 milles amb boira. Avui dia és automàtic i s'acciona remotament per tècnics de senyals marítims.
En 1942, començà a plantejar-se la possibilitat de construir un far en la zona propera al Cap Vidio, sobre tot degut al considerable nombre de naufragis a la zona del Cap Vidio i els illots propers. D'aquesta manera s'aprova establir en els penya-segats de la punta nord una llum blanca de llampades aïllades equidistants i 25 milles d'abast. Finalment, en 1950 s'inaugura el far. El 1951 va començar a funcionar una sirena elèctrica que arriba a les cinc milles.
Presenta una òptica catadriòptica des del seu origen, i l'aparell òptic està format per quatre panells diòptrics, és a dir, quatre prismes de feix aeri que peremeten la desviació dels centelleigs 28º cap amunt, cosa que gtambé és agraïda per la navegació aèria. Presenta un recinte emmurallat, amb dues construccions independents, a la vora d'uns impressionants penya-segats de gairebé 100 metres d'altura. El far està situat en una torre cilíndrica, de nou metres d'altura, de mamposteria, adossada a l'edifici principal. Al far no hi viu cap persona, tampoc existeix cap museu a les seues instal·lacions i no es permet la visita. Està adscrit a l'Autoritat Portuaria d'Avilés.